# Myggskinn
Myggskinn (Sistotremella perpusilla) är en svampart som beskrevs av Hjortstam 1984. Enligt Catalogue of Life ingår Myggskinn i släktet Sistotremella,  och familjen Hydnodontaceae, men enligt Dyntaxa är tillhörigheten istället släktet Sistotremella,  och familjen Sistotremataceae. Arten är reproducerande i Sverige. Inga underarter finns listade i Catalogue of Life.